# Литвиновка (Воронежская область)
Литвиновка — хутор в Острогожском районе Воронежской области.
Входит в состав Криниченского сельского поселения.
В хуторе имеются две улицы — Дорожная и Мира.
| 2000 | 2005 | 2010 |
| ---- | ---- | ---- |
| 6    | ↘4   | ↗5   |